# Liste des sigles de l'AAR débutant par U
Pour un article plus général, voir Sigle de l'AAR.

## U
- UBTX - Union Camp Corporation
- UCCX - Union Carbide Canada, Ltd.
- UCEX - Union Electric Company
- UCFX - Union Carbide Corporation
- UCLX - Vulcan Minerals Company
- UCOX - Union Carbide Corporation
- UCPX - Essem Corporation
- UCR  - Utah Coal Route
- UELX - United Equipment Leasing Associates; Archer Daniels Midland
- UFIX - Utility Fuels, Inc.
- UIWX - Riley Stoker Corporation
- UMP  - Upper Merion and Plymouth Railroad
- UMPX - Upper Merion and Plymouth Leasing Company
- UNI  - Unity Railways
- UNCX - Union Carbide Canada, Ltd.
- UNPX - PROCOR
- UNSX - Unitrain Services
- UO   - Union Railroad (Oregon)
- UOCX - General American Transportation Corporation
- UP   - Union Pacific Railroad
- UPAX - United Power Association
- UPFE - Pacific Fruit Express; Union Pacific Railroad
- UPM  - Union Pacific Railroad (Milwaukee Road directed operations)
- UPOZ - United Parcel Service
- UPP  - Union Pacific Railroad
- UPRX - Union Pacific Fruit Express Company
- UPSZ - United Parcel Service
- UPWZ - United Parcel Service
- UPY  - Union Pacific Railroad
- URDX - United States Steel
- URR  - Union Railroad (Pittsburgh, Pennsylvania)
- URHX - United Railway Historical Societies of New Jersey
- URTX - General American Transportation Corporation
- URY  - Union Railway of Memphis
- USAX - Département de la Défense des États-Unis
- USBX - GE Rail Services
- USCX - William G. Simon
- USEX - Evans Railcar Leasing Company
- USGX - Union Sugar Company
- USIX - US Industrial Chemicals Company
- USLF - Burlington Northern Railroad
- USLX - Evans Railcar Leasing Company; GE Capital Railcar Services
- USNX - Département de la Défense des États-Unis
- USPX - US Plastics Corporation
- USRX - U.S. Railways, Inc.
- USSX - United States Steel
- UTAH - Utah Railway
- UTAX - United Transportation, Inc.
- UTBX - Union Tank Car Company
- UTCX - Union Tank Car Company
- UTLX - Union Tank Car Company
- UTPX - Union Texas Petroleum Corporation
- UTR  - Union Transportation
- UTTX - Trailer Train Company